# Peter McCloy
Peter McCloy (født 16. november 1946 i Girvan, Skotland) er en tidligere skotsk fodboldspiller, der spillede som målmand. Han var på klubplan tilknyttet Motherwell og Rangers, med længst tid (16 sæsoner) hos Rangers. Han spillede desuden fire kampe for det skotske landshold. Med Rangers var han med til at vinde en række titler, blandt andet tre skotske mesterskaber og Pokalvindernes Europa Cup.

## Titler
Skotsk Premier League
- 1975, 1976 og 1978 med Rangers F.C.

Skotsk FA Cup
- 1973, 1976, 1978, 1979 og 1981 med Rangers F.C.

Skotsk Liga Cup
- 1971, 1976, 1978, 1979, 1982, 1984 og 1985 med Rangers F.C.

Pokalvindernes Europa Cup
- 1972 med Rangers F.C.